# Kusu (Ethnie)
Die Kusu sind eine Ethnie aus der Region Kivu in der Demokratischen Republik Kongo. Sie leben dort am Lomami, hauptsächlich zwischen Kimombo und Lubao. Die Kusu entstanden als Abspaltung von den Tetela. Die Tetela kamen unter den Einfluss arabischer Händler; ein Teil der Tetela, die späteren Kusu, nahm die arabische Kultur auf. Anfang des 20. Jahrhunderts siedelte die belgische Verwaltung in Belgisch-Kongo die Kusu in die Kivu-Provinz und Tetela in die Kasaï-Provinz um. Heutzutage sprechen die meisten Kusu Swahili, tragen arabische Tracht und haben den Islam angenommen.
Die kulturellen Erzeugnisse der Kusu ähneln den der benachbarten Ethnien: Throne der Häuptling wie bei den Baluba, die Nkisi-Ritualfiguren wie bei den Bassonge und Ahnenfiguren wie bei den Hemba. Die Frauen stellen Keramik und Körbe für den alltäglichen Gebrauch her.